# Vườn quốc gia biển Pingüino
Vườn quốc gia biển Penguin là một vườn quốc gia nằm ở tỉnh Santa Cruz, Argentina. Nó có diện tích 159.526 ha, bao gồm một số hải đảo, trong đó lớn nhất là đảo Penguin (đảo Chim cánh cụt) cùng đảo Chata, Castillo, Blanca và các vùng biển xung quanh.
Khu vực này nằm giữa phía tây đảo Chaffers (ranh giới phía bắc) đến Punta Mercedes (ranh giới phía nam), trong khu vực có chiều rộng 12 dặm hất về phía tây. Nó chính thức trở thành vườn quốc gia vào ngày 13 tháng 12 năm 2012 nhờ sự phong phú của thực vật phù du khiến cho khu vực là một môi trường thuận lợi cho các loài động vật biển và chim biển. Một số loài chiếm ưu thế gồm có Tôm Patagonia, mực, cá tuyết; các loài chim biển là Nhàn Nam Mỹ, Mòng biển Dolphin, Cốc chân đỏ, Cốc biển Magellan, Hải âu, trong đó bao gồm cả Hải âu mày đen. Tuy nhiên, loài nổi bật nhất tại đây là Chim cánh cụt Magellan và chim cánh cụt Rockhopper phương nam.